# Canal seguro
Em criptografia, entende-se por canal seguro qualquer via ou canal de comunicação que permita a transmissão de dados sem que corra o risco de intercepção, Eavesdropping ou adulteração. O propósito desta definição prende-se, sobretudo, com a necessidade de poder isolar esse risco da componente analítica da criptoanálise, tornando-o desprezível.

## Exemplos
O canal seguro mais comum é, provavelmente, a comunicação direta entre duas pessoas, ou a entrega em mão, admitindo que nenhuma das pessoas sofre de qualquer tipo de monitorização por parte de terceiros.